# بونيفاس أوكافور
بونيفاس أوكافور (بالإنجليزية: Boniface Okafor) هو لاعب كرة قدم نيجيري في مركز الهجوم، ولد في 15 يناير 1966 في نيجيريا. لعب مع نادي كارنتين وهانوفر 96.